# Karl Heinz Dernoscheg
Karl Heinz Dernoscheg (* 22. Juli 1959 in Graz) ist ein österreichischer Unternehmer, Politiker (ÖVP) und ehemaliger Abgeordneter zum österreichischen Nationalrat und Bundesrat.

## Biografie

### Ausbildung, Beruf, Familie
Dernoscheg besuchte von 1965 bis 1969 die Volksschule und absolvierte danach bis 1977 das Bundesgymnasium und Bundesrealgymnasium Kirchengasse in Graz. Im Anschluss studierte er Rechtswissenschaften an der Karl-Franzens-Universität Graz und schloss sein Studium 1982 mit dem akademischen Grad Dr. iur. ab. Dernoscheg leistete 1982 den Präsenzdienst ab und besuchte von 1983 bis 1984 den Universitätslehrgang „Exportkaufmann“ an der Universität Graz. Zwischen 2004 und 2005 absolvierte er ein Postgraduate Studium und erwarb an der California State University – Hayward einen Master of Business Administration (MBA).
Dernoscheg war zwischen 1978 und 1983 nebenberuflicher Trainer in der Erwachsenenbildung und zwischen 1983 und 1985 Mitarbeiter in der Erwachsenenbildung. Seit 1985 war Dernoscheg selbständiger Unternehmer im Außenhandel und in einem internationalen Projektentwicklungs- und Trainingsunternehmen. 1997 wurde ihm der Titel Kommerzialrat verliehen.
Dernoscheg ist verheiratet und Vater zweier Töchter und eines Sohns.

### Weitere Funktionen und Aufgaben
- 1990–2011: Mitglied Gremialausschuss des Außenhandels der Wirtschaftskammer Österreich (1990 – 1995 und 2008 – 2011 Obmannstellvertreter; 1995–2008 Obmann)
- 1995–2005: Finanzreferent der Wirtschaftskammer Steiermark
- 1995–2008: Delegierter zum Wirtschaftsparlament und Mitglied des erweiterten Präsidiums der Wirtschaftskammer Steiermark
- 2008–2011:  Geschäftsführer ICS Internationalisierungscenter Steiermark GmbH
- 2011–2014: Geschäftsführer Arge Sicherheit und Wirtschaft sowie Offset/Luftfahrttechnologie – Wirtschaftskammer Österreich
- seit April 2014: Direktor der Wirtschaftskammer Steiermar
- seit 1992: Laienrichter am Kartellobergericht des Obersten Gerichtshofes
- 1997–2000: Koordinator Österreichische Exportoffensive der Bundesregierung
- 1999–2007: Mitglied des Ausschusses Crafts and Small businesses, Commerce and Distribution and Social Economy Commerce and Distribution, Europäische Kommission, Generaldirektion Unternehmen
- 2001–2002: Vizepräsident der Grazer Messe International
- 2001–2002: Koordinator und Projektbeauftragter der RIST-Initiative (Regionale Internationalisierungsstrategie Steiermark)
- 2011–2014:  Attaché für Industrielle Angelegenheiten an der Österreichischen Botschaft Belgien

### Lehr- und Vortragstätigkeit
- Steirische Volkswirtschaftliche Gesellschaft
- Karl-Franzens-Universität Graz
- CAMPUS 02 Fachhochschule der Wirtschaft GmbH
- FH Joanneum Gesellschaft mbH

### Politik
Dernoscheg war zwischen 1985 und 1998 Stellvertretender Bezirksobmann des Österreichischen Wirtschaftsbundes von Graz-Andritz und wurde 1998 zum Bezirksobmann gewählt. Seit 1999 ist er zudem Stadtgruppenobmann-Stellvertreter des Österreichischen Wirtschaftsbundes der Stadt Graz und wurde 2001 in den Vorstand des Österreichischen Wirtschaftsbundes der Landesgruppe Steiermark gewählt. Seit 1995 ist er zudem Obmann des Gremiums Außenhandel in der Wirtschaftskammer Steiermark seit 1995.
Dernoscheg war zwischen 5. Mai 2004 und dem 10. November 2005 Mitglied im Bundesrat. Mit dem 15. November 2005 wechselte er in den Nationalrat, konnte nach der Nationalratswahl 2006 jedoch nicht mehr in den Nationalrat einziehen.

## Auszeichnungen
- 2010: Orden des Kroatischen Morgensterns mit dem Antlitz von Blaz Lorkovic (Republik Kroatien)
- 2022: Großes Ehrenzeichen für Verdienste um die Republik Österreich